# Église de Maunula
L'église de Maunula (en finnois : Maunulan kirkko) est une église construite dans le quartier de Maunula à Helsinki en Finlande.

## Présentation
L'église est conçue par Ahti Korhonen. 
La décoration intérieure est de Olavi Hänninen. 
Le crucifix en bois et en cuivre de l' autel est sculpté en 1981 par Heikki Nieminen. 
Dans la salle paroissiale, on peut voir le tableau Moïse et les tables de la Loi de Sam Vanni.
Dans la nef se trouve l'œuvre intitulée L'ange sculptée par Aira Salosmaa.

## Galerie

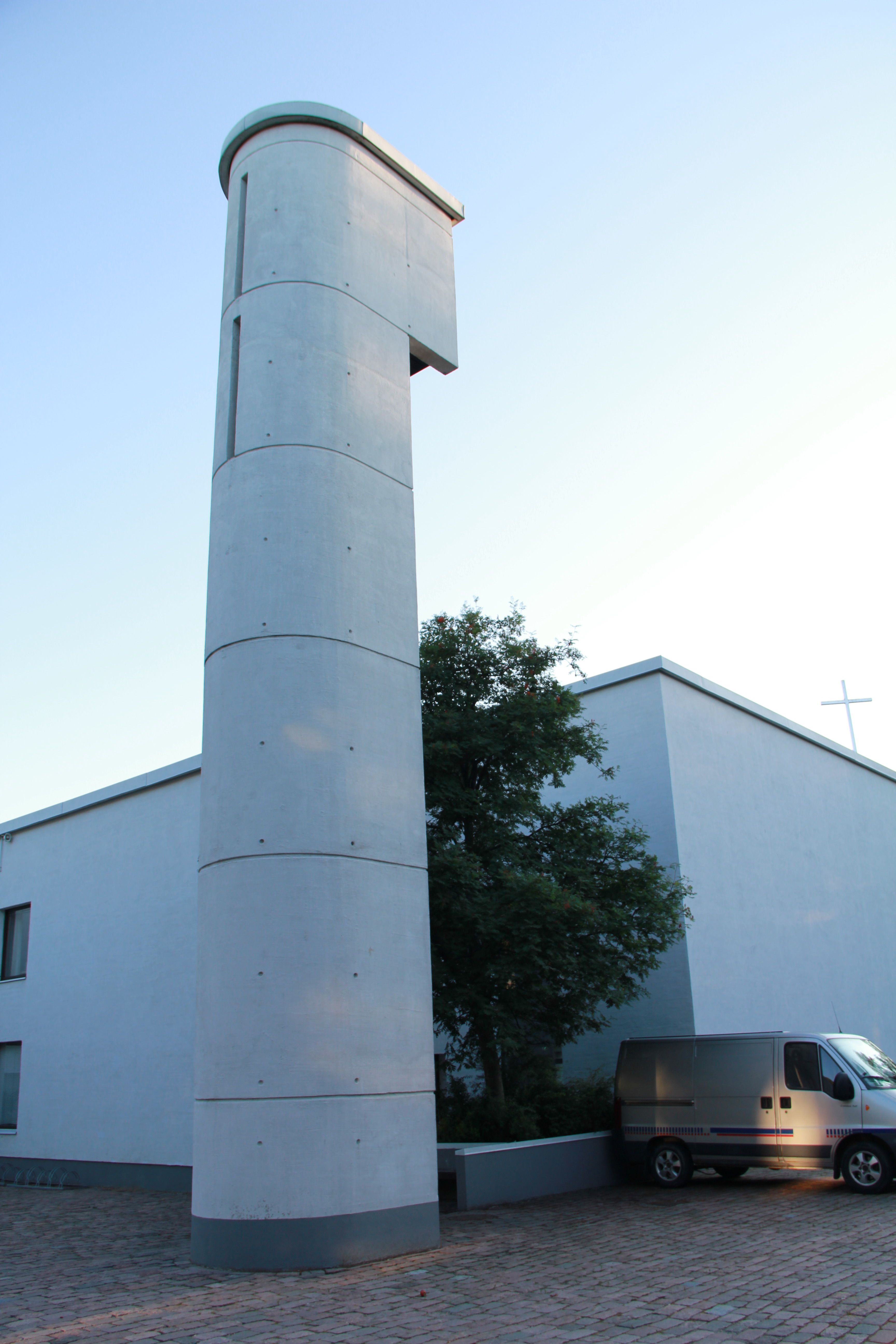
Église de Maunula
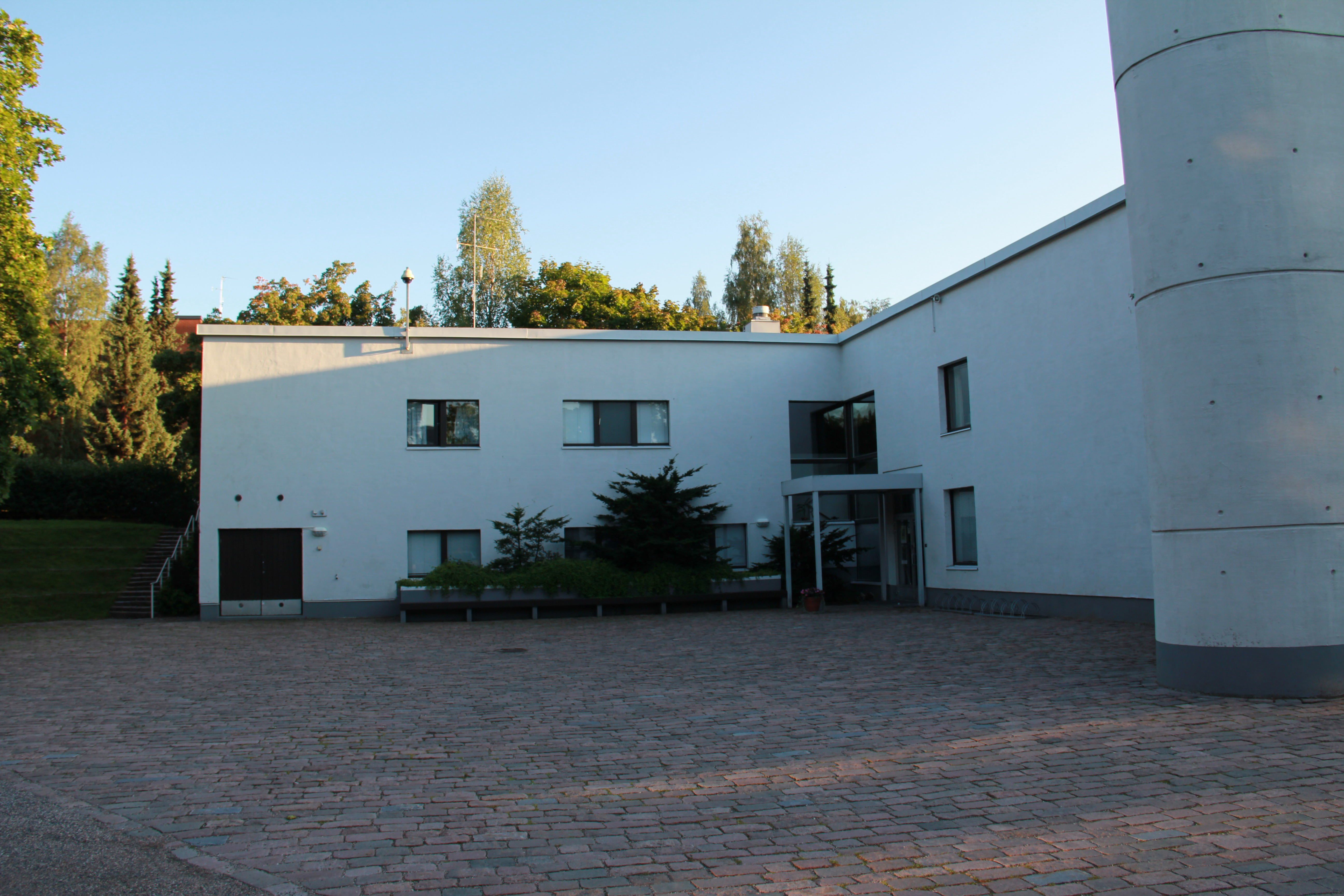
Église de Maunula
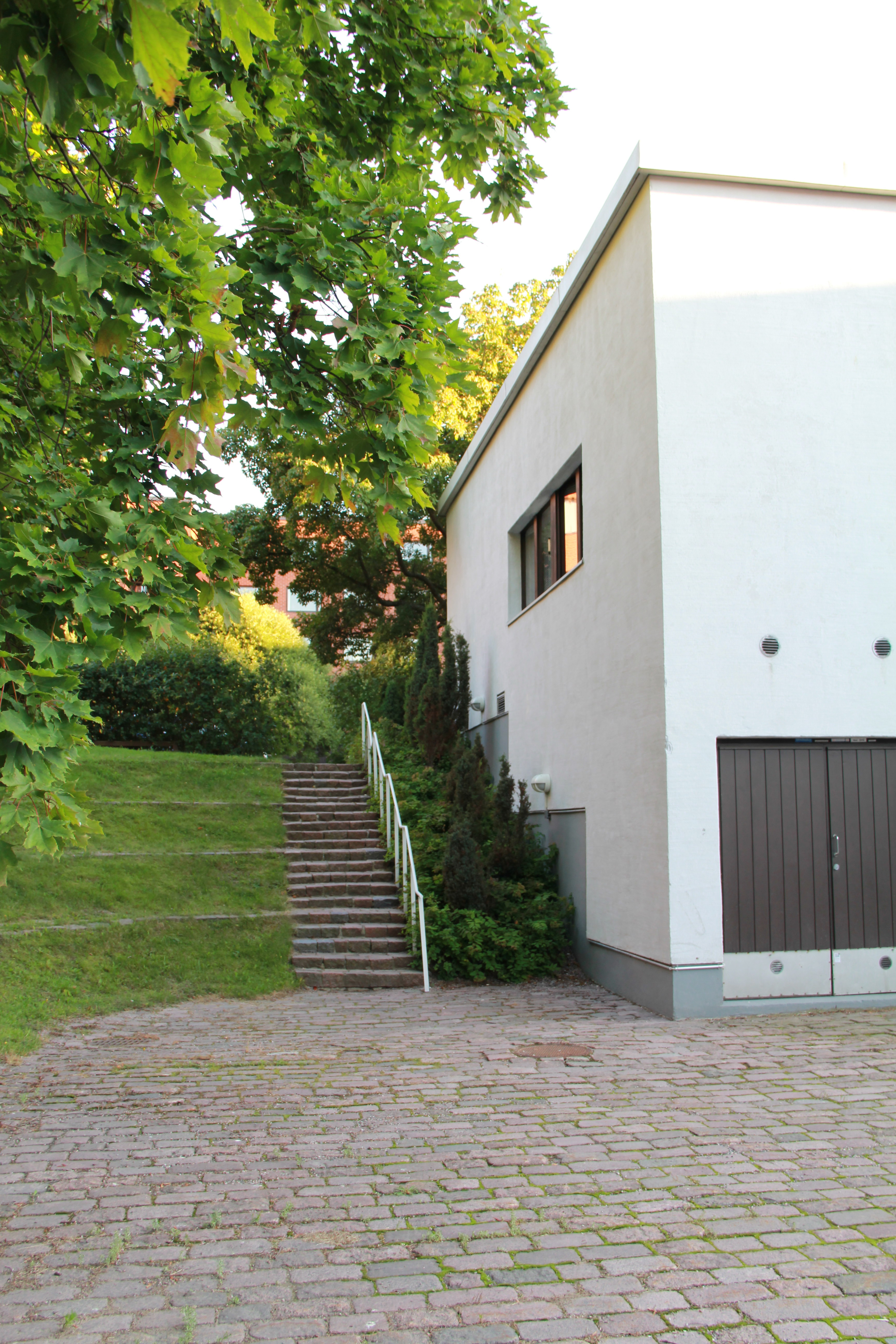
Église de Maunula